# گجین
گجین، روستایی است از توابع بخش مرکزی شهرستان ارومیه و در شهرستان ارومیه استان آذربایجان غربی ایران است. اهالی روستا همگی از ترکان سنی شافعی (کوره سنی) هستند. گجین به همراه قولنجی ، کهریز،حماملار. بالو و بند از مهمترین روستاهای ترک‌های سنی حنفی مذهب شهرستان ارومیه می‌باشد.

## جمعیت
این روستا در دهستان روضه‌چای قرار داشته و بر اساس سرشماری سال ۱۳۸۵ جمعیت آن برابر با ۳۰۰۰ نفر (۴۲۰ خانوار) بوده‌است.